# Alan Ayckbourn
Alan Ayckbourn (Hampstead, 12 de abril de 1939) es un popular y prolífico escritor, profesor y dramaturgo británico.

## Biografía
Con un palmarés de más de setenta obras, cuarenta de las cuales han sido representadas en los Teatros del West End, Alan Ayckbourn es considerado uno de los más célebres dramaturgos británico del panorama actual. 
Pese a su increíble progresión, nominaciones, premios y honores de la talla de The Evening Standard Award, el prestigioso Laurence Oliver Award, o el Knighted, Alan Ayckbourn rehúsa modestamente su estatus de estrella, dejando ese trabajo a sus biógrafos. 
Ayckbourn nació en Hampstead, Londres. Su madre Irene Worley, fue escritora de novelas cortas bajo el pseudónimo de Mary James. Su padre, el segundo marido de Irene, Horace Ayckbourn, fue un distinguido violinista llegando a ser jefe adjunto de la Orquesta Sinfónica de Londres. Sus padres, quienes se separaron inmediatamente después de la Segunda Guerra Mundial, nunca estuvieron formalmente casados no siendo hasta 1948 que su madre se divorciara de su primer marido para casarse de nuevo en 1948.
Ayckbourn escribió su primera obra en el Colegio Wisborough cuando tenía 10 años. Mientras cursaba sus estudios, su madre le escribió para informarle de su boda con Cecil Pye, un gerente de banca. A su llegada a casa, le esperaba su nueva familia formada por su madre, su padrastro y el hijo de éste con su primera esposa, dándose cuenta desde un primer momento que Cecil e Irene no parecían un matrimonio feliz. Paul Allen ha querido ver en los personajes y obras de Ayckbourn el resultado de su experiencia infantil y las poco frecuentes relaciones que en su familia tuvieron lugar. 
Ayckbourn continuó sus estudios en Haileybury recorriendo Europa y América con la compañía Shakespeare. 

### Vida privada
En 1957, se casó con su primera esposa Christine Roland, con quien tuvo dos hijos, Steven y Philip. En 1997, Alan se casaría por segunda vez con Heather Stoney. 
Las obras de Alan Ayckbourn son siempre comparadas con ciertos aspectos de su vida. Sus biógrafos han intendado siempre analizar a la persona a través de sus personajes. En la biografía de Paul Allen sobre Ayckbourn, este es comparado con un personaje llamado Dafydd en la obra “A Chorus of Disapproval” –“Un coro de desaprobación”-. Es difícil no preguntarse si Ayckbourn se veía a sí mismo con problemas. Es posible que el dramaturgo haya escrito sus obras teniendo en cuenta sus propias experiencias pero, considerando cómo ha separado su vida personal de la pública, es difícil imaginárselo exponiendo sus intimidades más profundas a los lectores de sus obras. Sus biográfos, no obstante, han tratado de analizar su personalidad a través de sus trabajos, pero el hecho de que Heather y Alan están actualmente casados, probaría que la obra anteriormente citada, A Chorus of Disapproval, no refleja de forma directa sus circunstancias al seguir un argumento completamente opuesto.

## Carrera
Cuando con 17 años terminó su paso por el colegio, la carrera de Ayckbourn comenzó de manera inmediata con su aparición junto a Sir Donald Wolfit, el gran maestro francés. Alan se unió a una gira de Wolfit como ayudante de dirección escénica y actor durante un periodo de tres semanas. 
En 1957, Ayckbourn fue empleado por el director Stephen Joseph como director de escena (con sus propios papeles) en la Library Theatre de Scarborough. En 1959, representó a Stanley en The Birthday Party, la segunda producción autodirigida por Harold Pinter. 
Tras la interpretación en 1964 de Ronnie Barker como Lord Slingsby-Craddonck en la producción de Ayckbourn Mr Whatnot, Ayckbourn colaboró con este en su serie de televisión Hark at Barker (en el cual el propio Barker interpretó a Lord Rustless). Ayckbourn utilizó el pseudónimo de Peter Caulfield debido al contrato en exclusiva que por aquel tiempo mantenía con la BBC. Otra obra temprana, Relatively Speaking, en 1967, ayudó a promocionar la carrera de Richard Briers.
Ayckbourn ha escrito y producido setenta obras completas en Londres y Scarborough donde es director del Teatro Stephen Joseph. Todas sus obras, a excepción de cuatro de ellas, han sido presentadas por primera vez en este teatro. Más de cuarenta, han sido presentadas de forma consecutiva en el West End, en el Royal National Theatre o por la Royal Shakespeare Company desde su primer éxito.
Algunos de sus más importantes éxitos han sido “Absurd Person Singular”, la trilogía “The Norman Conquests”, “Bedroom Farce”, “Just Between Ourselves”, “A Chorus Of Disapproval”, “Woman in Mind”, “A Small Family Business”, “Man Of The Moment” o “House & Garden”. Sus obras han obtenido numerosos premios y galardones, incluyendo siete London Evening Standard Awards y han sido traducidas a más de 35 idiomas y representadas en escena o televisión a lo largo de todo el mundo. 
Las obras de Ayckbourn han sido también llevadas al cine y la televisión para el público inglés, francés, alemán, holandés y polaco entre otros. Diez de sus obras han sido representadas en Broadway, consiguiendo dos nominaciones a los Tony. 
En 1987, recibió el CBE, en 1991 el Dramalogue Critics Award por su obra “Hencefoward”, y fue nombrado caballero (Knight Bachelor) en 1997.
El 1 de junio de 2007, anunció que abandonaría la dirección del Stephen Joseph Theatre en 2008, pero que continuaría dirigiendo sus nuevas producciones y los reestrenos de sus trabajos en dicho teatro.

## Resumen
- 1956: Asistente de dirección de escena con la compañía de Donald Wolfit por tres semanas en el Festival de Edimburgo.

- 1956 - 1957: Actor en Worthing, Leatherhead, Scarborough y Oxford

- 1957 - 1962: Asistente de dirección (1957) y actor (1958 - 1962) en el Library Theatre, Scarborough, Yorkshire

- 1962 - 1964: Asistente de dirección, Victoria Theatre, Stoke-on-Trent, Staffordshire

- 1964 - 1970: Productor dramático, BBC Radio, Leeds

- 1972 - 2008: Director artístico, Stephen Joseph Theatre, Scarborough

- 1986 - 1988: Director asociado, National Theatre, Londres

- 1991 - 1992: Profesor de teatro contemporáneo, Oxford University

## Honores y reconocimientos
- 1973: Evening Standard Award Mejor Comedia, por Absurd Person Singular
- 1974: Evening Standard Award Mejor Obra, por  The Norman Conquests
- 1977: Evening Standard Award Mejor Obra, por Just Between Ourselves
- 1981: Honorary degree por Doctor de las letras (Litt. D.) de la University of Hull
- 1985: Evening Standard Award Mejor Comedia, por A Chorus of Disapproval
- 1986: Laurence Olivier Award Mejor Comedia, por A Chorus of Disapproval
- 1987: Evening Standard Award Mejor Obra, por A Small Family Business
- 1987: Obras y papeles premiados
- 1987: Honorary degree de (Litt. D.) de Keele University
- 1987: Honorary degree de (Litt. D.) de University of Leeds
- 1987: Commander of the Order of the British Empire (CBE)
- 1989: Evening Standard Award Mejor Comedia, por Henceforward
- 1990: Evening Standard Award Mejor Comedia, por Man of the Moment
- 1997: Knight Bachelor

## Trabajos

### Obras
- 1959: The Square Cat (retirada)

- 1959: Love After All (retirada)

- 1960: Dad's Tale (retirada)

- 1961: Standing Room Only (retirada)

- 1962: Christmas V Mastermind (retirada)

- 1963.Mr Whatnot

- 1965: Relatively Speaking (titulada originalmente Meet My Father)

- 1967: The Sparrow (retirada)

- 1969: How The Other Half Loves

- 1970: Family Circles (titulada originalmente The Story So Far..., retitulada como Me Times Me Times Me y, posteriormente, como Me Times Me)

- 1971: Time And Time Again

- 1972: Absurd Person Singular

- 1973: Table Manners (titulada originalmente Fancy Meeting You). Junto con Living Together y Round and Round the Garden, forma la trilogía Las conquistas de Norman.

- 1973: Living Together (titulada originalmente Make Yourself At Home)

- 1973: Las conquistas de Norman

- 1974: Absent Friends

- 1974: Confusions

- 1975 : Jeeves (colaboración musical con Andrew Lloyd-Webber, reescrita en 1996 como By Jeeves)

- 1975: Bedroom Farce

- 1976: Just Between Ourselves

- 1977: Ten Times Table

- 1978: Joking Apart

- 1979: Sisterly Feelings

- 1979: Taking Steps

- 1980: Suburban Strains

- 1980: Season's Greetings

- 1981: Way Upstream

- 1981: Making Tracks

- 1982: Intimate Exchanges (una obra en cuatro actos con dieciséis posibles variaciones dependiendo de las decisiones que tomen los personajes). Llevada al cine en 1993 por el director Alain Resnais (Smoking/No Smoking), con Pierre Arditi y Sabine Azéma como protagonistas.

- 1983: It Could Be Any One Of Us

- 1984: A Chorus Of Disapproval

- 1985: Woman in Mind

- 1987: A Small Family Business

- 1987: Henceforward...

- 1988: Man Of The Moment

- 1988: Mr A's Amazing Maze Plays

- 1989: The Revengers' Comedies

- 1989: Invisible Friends

- 1990: Body Language

- 1990: This Is Where We Came In

- 1990: Callisto 5 (reescrita en 1999 como Callisto#7)

- 1991: Wildest Dreams

- 1991: My Very Own Story

- 1992: Time Of My Life

- 1992: Dreams From A Summer House

- 1994: Communicating Doors

- 1994: Haunting Julia

- 1994: The Musical Jigsaw Play

- 1995: A Word From Our Sponsor

- 1996: The Champion Of Paribanou

- 1997: Things We Do For Love

- 1998: Comic Potential

- 1998: The Boy Who Fell Into A Book

- 1999: House (House y Garden forman a díptico, para ser representadas simultáneamente. Fueron publicadas juntas como House & Garden (plays)|House & Garden)

- 1999: Garden

- 2000: Virtual Reality

- 2000: Whenever

- 2001: Gameplan (Damsels In Distress)

- 2001: Flatspin (Damsels In Distress)

- 2001: RolePlay (Damsels In Distress)

- 2002: Snake In The Grass

- 2002: The Jollies

- 2003: Sugar Daddies

- 2003: Orvin - Champion Of Champions

- 2003: My Sister Sadie

- 2004: Drowning on Dry Land

- 2004: Private Fears in Public Places -  vuelta a escenificar por Ayckbourn en una versión ampliada para el Orange Tree Theatre en mayo de 2005, y llevada al cine (Cœurs) por Alain Resnais en 2006, conPierre Arditi, Sabine Azéma, Laura Morante, Isabelle Carré y Lambert Wilson como protagonistas.

- 2004: Miss Yesterday

- 2005: Improbable Fiction

- 2006: If I Were You
- 2008: Things That Go Bump
- 2008: Life and Beth
- 2008:	Awaking Beauty
- 2009: My Wonderful Day
- 2010: Life of Riley
- 2011: Neighbourhood Watch
- 2012: 	Surprises
- 2013: Arrivals & Departures
- 2014: Roundelay

### Libros
- Ayckbourn, Alan (2003). The Crafty Art of Playmaking. USA: Palgrave Macmillan. ISBN 1-4039-6229-4.
- Ayckbourn, Alan (2004). The Crafty Art of Playmaking. UK: Faber and Faber. ISBN 0-571-21510-6.